# 내일이 오면 (1988년 드라마)
《내일이 오면》은 1988년 6월 13일부터 1988년 7월 5일까지 방영된 문화방송 월화 미니시리즈이다. 시드니 셸던의 동명 소설을 원작으로 한다.

## 등장 인물

### 주요 인물
- 원미경 : 두라미 역
- 남성훈 : 지일수 역
- 김동현 : 주재희 역
- 박은수 : 구우병 역

### 그 외 인물
- 정욱 : 하 회장 역
- 김인태 : 조직보스 역
- 강인덕 : 조우만 역
- 박경현 : 변호사 역
- 김기현 : 검사 역
- 김호영 : 교도소장 역
- 한영숙 : 교도관 역
- 이도련 : 교도소 의사 역
- 한인수 : 마 회장 역
- 박근형 : 곽회장 역
- 변희봉 : 지배인 역
- 김영인 : 형사 역
- 전운 : 판사 역
- 오승룡 : 라미의 직장 상사 역
- 박종관 : 경비원 역
- 김정하 : 라미 친구 역
- 국정환

## 편성 변경
- 1988년 6월 28일: 제17회 대통령배 국제축구대회 〈3,4위전, 결승전, 폐회식〉 중계방송으로 순연되어 밤 10시 40분부터 방영되었다.

## 참고 사항
- 두라미 역은 당초 조민수가 낙점되었으나 출연료 문제 때문에 고사하자 원미경이 맡았다.[1]